# Домінік Перро
Домінік Перро (фр. Dominique Perrault; нар. 9 квітня 1953, Клермон-Ферран) — французький архітектор, архітектуру якого іноді називають еко-тек.

## Життєпис
У 1979 році закінчив Інститут мостів і доріг в Парижі, а в 1980 році — аспірантуру Вищої школи соціальних досліджень. У 1981 році відкрив майстерню в Парижі. Його перші проєкти — Інженерна школа ESIEE в Марн-ла-Валле і Hotel Industriel Berlier в Парижі.
Переможець конкурсів на проєкт будівлі Національної бібліотеки Франції в Парижі (1989), Олімпійського велодрому і басейну в Берліні (1992), Палацу правосуддя ЄС в Люксембурзі (1996). Виграв конкурс на проєкт другої сцени Маріїнського театру в Санкт-Петербурзі, але від остаточного втілення проєкту було усунуто.
Лауреат «Великий національної премії в галузі архітектури» (1996) і «Премії Мисан ван дер Рое» (1997). Нагороджений Орденом Почесного легіону. Член французької Академії архітектури, почесний член німецької Архітектурної асоціації (BDA) і Королівського інституту британських архітекторів (RIBA). У 1998—2001 роках — президент французького Інституту архітектури. Серед його проєктів — ратуша в Інсбруку, найвища споруда Відня — DC Towers, три супермаркету в Австрії, два житлових будинки в Барселоні, Олімпійський тенісний стадіон в Мадриді, Долина Кампусу (The Campus valley) в Жіночому Університеті Іхва в Сеулі, пішохідні мости в Палермо.